# Realpolitiks
Pour le terme politique, voir Realpolitik.
Realpolitiks est un jeu vidéo de simulation gouvernementale et de stratégie en temps réel développé par Jujubee et édité par 1C Company, sorti en 2017 sur Windows, Mac et Linux.

## Accueil
- Canard PC : 5/10[1]